# Sissi (Sängerin)
Sissi (* 1999 als Silvia Cesana in Merone, Provinz Como) ist eine italienische Popsängerin.

## Werdegang
Die Sängerin wurde erstmals 2019 einem größeren Publikum bekannt, als sie an den Castings für X Factor teilnahm. Sie gelangte zwar nicht in die Live-Phase der Show, wurde aber vom Label Sugar Music entdeckt und unter Vertrag genommen. 2020 nahm sie mit dem Lied Per farti paura am Auswahlprozess von Sanremo Giovani teil, schaffte es aber nicht ins Finale und damit auch nicht zum Sanremo-Festival 2021. Ein Jahr später qualifizierte Sissi sich für die Castingshow Amici di Maria De Filippi. Dort schaffte sie es 2022 bis ins Finale und gewann den Kritikerpreis. Im Anschluss veröffentlichte sie ihr Debütalbum Leggera.

## Diskografie
Alben

| Jahr | Titel Musiklabel        | Höchstplatzierung, Gesamtwochen, AuszeichnungChartsChartplatzierungen (Jahr, Titel, Musiklabel, Platzierungen, Wochen, Auszeichnungen, Anmerkungen) | Anmerkungen                        |
| Jahr | Titel Musiklabel        | IT | Anmerkungen                        |
| ---- | ----------------------- | --- | ---------------------------------- |
| 2022 | Leggera Sugar/Universal | IT11 (4 Wo.)IT | Erstveröffentlichung: 27. Mai 2022 |

Singles
- 2020: Sento
- 2020: Versus (mit Tommy Dali)
- 2020: Per farti paura
- 2021: Come, come (IT: Gold)[5]
- 2021: Stupidi lovers
- 2022: Danshari
- 2022: Dove sei
- 2022: Scendi
- 2022: Sottevoce

## Belege
1. ↑  Vincenzo Nasto: Chi è Sissi, la giovane cantante del Serale di Amici 21. In: Fanpage.it. 28. April 2022, abgerufen am 5. November 2022 (italienisch).
2. ↑  Sissi, ad Amici è nato l'amore con Dario. Chi è la cantante: ha vinto il premio della critica. Prima aveva partecipato ad X Factor. In: Corriere dell’Umbria. 21. Mai 2022, abgerufen am 5. November 2022 (italienisch).
3. ↑  Oriana Meo: Sissi: “Leggera” è il primo album: ecco la tracklist e le prime date instore. In: All Music Italia. 27. Mai 2022, abgerufen am 5. November 2022 (italienisch).
4. ↑  Alben von Sissi. In: italiancharts.com. Hung Medien, abgerufen am 29. August 2023.
5. ↑  Auszeichnungen für Musikverkäufe: IT

| Personendaten    | Personendaten                |
| ---------------- | ---------------------------- |
| NAME             | Sissi                        |
| ALTERNATIVNAMEN  | Cesana, Silvia (Geburtsname) |
| KURZBESCHREIBUNG | italienische Popsängerin     |
| GEBURTSDATUM     | 1999                         |
| GEBURTSORT       | Merone, Provinz Como         |